# Musée de Saint-Boniface
Le Musée de Saint-Boniface est un musée situé à Winnipeg dans le Manitoba au Canada. Le musée de Saint-Boniface est consacré à la culture métisse et francophone ainsi qu'au patrimoine historique franco-manitobain. Il est situé au 494, avenue Taché, entre l’avenue de la Cathédrale et la rue Despins, à Saint-Boniface, faisant partie du district Riel de la ville de Winnipeg. Le bâtiment principal conventionnel, qui s'élève au fond d'un grand jardin, fait face à la rivière Rouge. Le musée est situé à côté du Collège universitaire de Saint-Boniface et de la cathédrale de Saint-Boniface.

## Historique
Le bâtiment fut construit entre 1846 et 1851. L'édifice est exceptionnel. Il est le plus ancien bâtiment de la Ville de Winnipeg. Il est aussi la plus grande construction à charpente en rondin de chênes en Amérique du Nord.
Les nonnes des Sœurs de la Charité de Montréal,  s'installèrent durant les fonctions de l'évêque de Saint-Boniface Joseph Norbert Provencher. L'ancien couvent fut un orphelinat, une école, un foyer pour personnes âgées. Il devint le premier service hospitalier du futur hôpital de Saint-Boniface.
Le musée fut fondé en 1939. Cependant l'histoire du Musée de Saint-Boniface prend une nouvelle perspective en 1957 quand l'abbé Antoine d'Eschambault lança une campagne en faveur de la transformation de l'ancienne maison vicariale des Sœurs Grises en musée. En 1960, Mgr Antoine d'Eschambault et la Société historique de Saint-Boniface (SHSB) négocient avec le Gouvernement fédéral. 
Celui-ci accepta de subventionner les restaurations nécessaires pour que le couvent devienne Musée. Depuis 1967, les salles du musée sont installées dans les locaux de l’ancien couvent des Sœurs Grises, qui avait été désigné lieu historique national du Canada par la Commission des lieux et monuments historiques du Canada le 3 novembre 1958. De nos jours, la SHSB et le Musée travaillent toujours en étroite collaboration, puisque le Centre du patrimoine garde entre ses murs la Collection du Musée de Saint-Boniface, une collection d'archives composée de documents textuels, iconographiques et audio-visuels, de même que d’œuvres d'art. Cette collection documente de multiples aspects de la vie des collectivités francophones et métisses dans l'Ouest canadien de 1850 à 2010.

## Description
Le musée présente des objets ayant appartenu à des personnalités franco-manitobaines célèbres.
Des collections du Musée sont présentées par le biais d’expositions virtuelles dans le cadre du Musée virtuel du Canada.
Le musée organise également des expositions temporaires notamment sur le thème de la découverte des traditions orales francophones et amérindiennes en Amérique du Nord.
Le musée prépare des visites scolaires et des visites guidées pour les visiteurs.